# 1+1=2
1+1=2 er en kortfilm fra 2003 instrueret af Rum Malmros efter eget manuskript.

## Handling
Det neurotiske overklasseløg Lise gør altid alting 2 gange, og køber altid 2 af alting. Men en dag er der kun 1 grapefrugt tilbage i supermarkedet; Lise's indkøbstur udvikler sig til et mareridt, da hun under jagten efter 2 grapefrugter forvilder sig ind i byens slumkvarter.